# Antirrhea geryonides
Antirrhea geryonides är en fjärilsart som beskrevs av Gustav Weymer 1909. Antirrhea geryonides ingår i släktet Antirrhea och familjen praktfjärilar. Inga underarter finns listade i Catalogue of Life.